# Corticiaceae
Corticiaceae es una familia de hongos perteneciente al orden Corticiales.

## Géneros
Acantholichen - Ambivina - Amylobasidium - Corticirama - Corticium - Cytidia - Dendrocorticium - Dendrodontia - Dendrophysellum - Dendrothele - Dextrinodontia - Hemmesomyces - Laetisaria - Leptocorticium - Licrostroma - Limonomyces - Lindtneria - Matula - Melzerodontia - Mutatoderma - Mycolindtneria - Necator - Nothocorticium - Papyrodiscus - Pulcherricium - Punctularia - Rhizoctonia - Ripexicium - Vuilleminia